# Matilda Ekeblad
Matilda Karin Mona Ekeblad, född 21 april 1996 i Åsbo församling i Östergötlands län, är en svensk moderat politiker som var förbundsordförande för Moderata ungdomsförbundet (MUF) mellan 2020 och 2022.

## Moderata ungdomsförbundet
Ekeblad var distriktsordförande för ungdomsförbundet i Östergötland från 2018 fram till dess att hon 2020 valdes till förbundsordförande. Som MUF-ordförande var hon även ledamot i Moderaternas partistyrelse. På MUF:s stämma 26 november 2022 förlorade Ekeblad förbundsordförandeposten, efter att Douglas Thor besegrat henne med röstsiffrorna 52–49 i en votering om posten. Det beskrivs ha varit en maktstrid mellan två olika falanger inom förbundet, där distrikt som Östergötland och Uppsala har haft förtroende för Ekeblad medan exempelvis Skåne uttryckt missnöje mot ledningen.

## Övriga uppdrag
Matilda Ekeblad är sedan valet 2018 ledamot i regionfullmäktige och ledamot i hälso- och sjukvårdsnämnden i Region Östergötland.